# Touzac (Charente)
Pour les articles homonymes, voir Touzac.
Touzac est une ancienne commune du Sud-Ouest de la France, située dans le département de la Charente (région Nouvelle-Aquitaine). Depuis le 1er janvier 2017, elle est devenue une commune déléguée de la commune nouvelle de Bellevigne.
C'est une commune de moins de 1 000 habitants située au cœur des vignobles du cognac, la Grande Champagne. Ses habitants sont les Touzacais et les Touzacaises.

## Géographie

### Localisation et accès
Touzac est une commune viticole située à l'ouest du département de la Charente, à 9 km au nord de Barbezieux et 27 km au sud-ouest d'Angoulême, sur la rive droite du Né.
La bourg de Touzac est aussi à 9 km au sud-est de Segonzac, 10 km au sud-ouest de Châteauneuf-sur-Charente, le chef-lieu de son canton, 12 km à l'est d'Archiac et 20 km au sud-est de Cognac.
Elle est principalement desservie par la D 1 qui traverse la commune du sud au nord de Barbezieux à Segonzac et Cognac, et qui passe à l'ouest du bourg.

### Hameaux et lieux-dits
Comme de nombreuses communes charentaises, Touzac possède un habitat dispersé et compte de nombreuses fermes formant de petits hameaux : chez Huet, chez Taupier, la Croix Bretaud au croisement de la D 1 et D 420 au sud du bourg, chez Moreau et chez Piget, Vacheresse au sud, etc.

### Communes limitrophes
| Lignières-Sonneville     | Bonneuil     |                        |
| Criteuil-la-Magdeleine   | Touzac       | Malaville (Bellevigne) |
| Barbezieux-Saint-Hilaire | Saint-Médard | Viville (Bellevigne)   |

### Géologie et relief
La commune est occupée par le Campanien (Crétacé supérieur), calcaire crayeux, qui occupe une grande partie du Sud Charente. Quelques petites zones d'argile sableuse datant du Tertiaire occupent les hauteurs (chez Taupier, chez Rousset). La vallée du Né est occupée par des alluvions récentes du Quaternaire,,,.
Le paysage est assez vallonné, et les altitudes s'échelonnent entre 36 m (le Né, à Talluchet) et 151 m (au nord-est de la commune, au Bois Barriaud).
Le bourg occupe la tête d'une combe, à 90 m d'altitude.

### Hydrographie

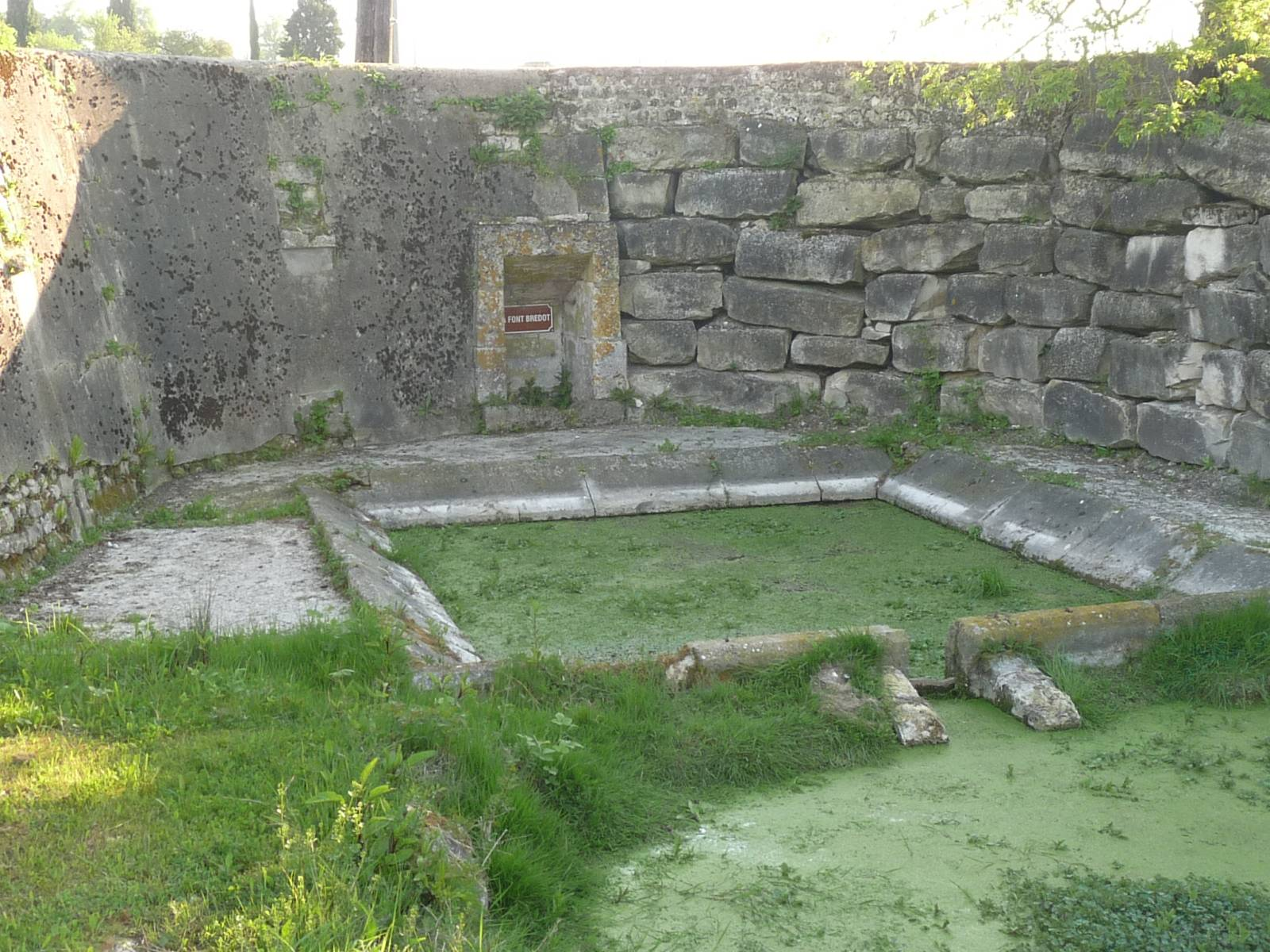
La Font Brédot

La commune est limitée au sud par le Né, affluent de la Charente.
Aucun autre cours d'eau traverse la commune. Cependant quelques sources et fontaines se nichent dans les vallons.

### Climat
Comme dans les trois quarts sud et ouest du département, le climat est océanique aquitain.

## Toponymie
Les formes anciennes sont Talziaco, Tauzac  en 991-1018, Tozaco en 1110, Tousac (non datée, Moyen Âge).
L'origine du nom de Touzac remonterait à un nom de personne gallo-romain Tautius ou *Tal-itius auquel est apposé le suffixe -acum, ce qui correspondrait à Tautiacum, « domaine de Tautius »,.

## Histoire

### Préhistoire et Antiquité
L'Antiquité a laissé quelques traces. Au Puy de Neuville, un retranchement protohistorique a été trouvé. Le château du Puy de Neuville aurait été construit à l'emplacement d'un camp romain. Au lieu-dit le Chail, un site archéologique prospecté en 1952 a fourni du mobilier de l'époque néolithique, mais aussi des vestiges d'une villa gallo-romaine. D'autres emplacements de la commune ont montré des vestiges romains (tegulae, céramique sigillée, bassins) : Champ Jacquet, Chez les Courts.

### Moyen-Âge et après
En 1110, l'église Saint-Pierre Saint-Laurent était une possession du chapitre de la cathédrale Saint-Pierre d'Angoulême.
Sous l'Ancien Régime, le fief le plus important de la paroisse était le Puy de Neuville, attesté dès 1155 en la personne de Guillaume de Neuville pour un différend avec ce même chapitre de la cathédrale d'Angoulême. À partir du début du XVIe siècle, la seigneurie passa par héritage à Jehan Foucault, puis par différentes ventes (Louis d'Estivalle, Jean Guérin), fut acquis par Guillaume Guez, seigneur de Balzac, père de Jean-Louis Guez de Balzac. François, le frère cadet de ce dernier, fut seigneur de Touzac, mais la famille Guez de Balzac ne résida pas à Touzac : pendant tout le XVIIIe siècle le domaine fut géré par des fermiers. En 1805, la terre du Puy de Neuville fut acquise aux enchères par Pierre Guillot.
La Pègerie (aujourd'hui orthographié la Peigerie) était aussi une maison bourgeoise, dont il ne reste que la cave voûtée convertie en chai. Cette maison était possédée au XVIIIe siècle par la famille Texier de la Pègerie, qui obtient des lettres de noblesse en 1766 de par l'achat de la charge de Secrétaire du roi près le parlement de Pau.

## Administration

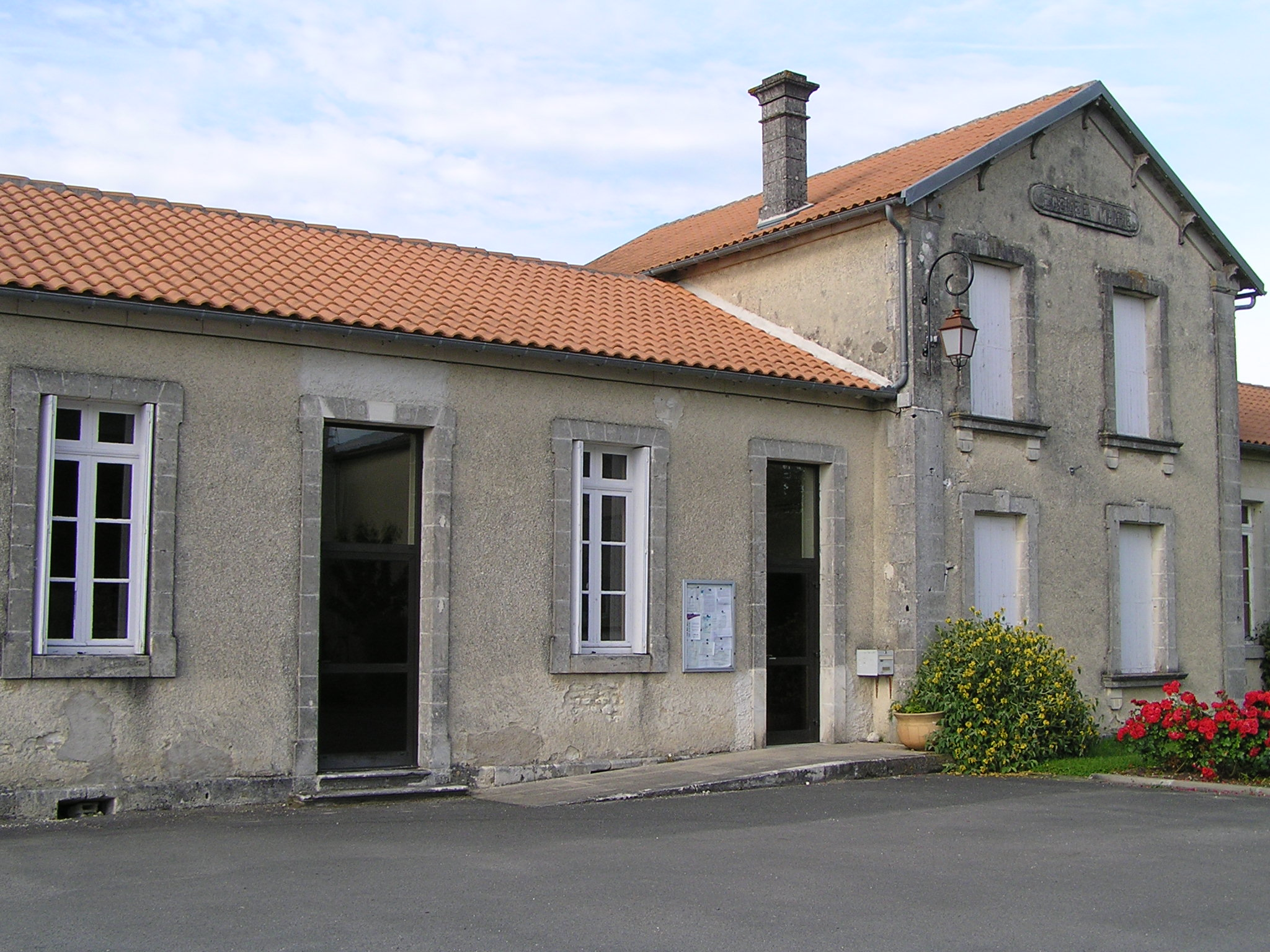
La mairie de Touzac

| Période                                  | Période  | Identité                       | Étiquette | Qualité                                                 |
| ---------------------------------------- | -------- | ------------------------------ | --------- | ------------------------------------------------------- |
| Les données manquantes sont à compléter. |          |                                |           |                                                         |
| avant 1973                               | ?        | Jean Daudin                    | CNIP      | Viticulteur-exploitant Président des Maires de Charente |
| 2001                                     | 2014     | Michel Le Boucher D'Hérouville | SE        | Gérant d'exploitation                                   |
| mars 2014                                | En cours | Xavier Daudin                  | SE        | Chef d'entreprise                                       |

## Démographie

### Évolution démographique
L'évolution du nombre d'habitants est connue à travers les recensements de la population effectués dans la commune depuis 1793. À partir du 1er janvier 2009, les populations légales des communes sont publiées annuellement dans le cadre d'un recensement qui repose désormais sur une collecte d'information annuelle, concernant successivement tous les territoires communaux au cours d'une période de cinq ans. 
Pour les communes de moins de 10 000 habitants, une enquête de recensement portant sur toute la population est réalisée tous les cinq ans, les populations légales des années intermédiaires étant quant à elles estimées par interpolation ou extrapolation. Pour la commune, le premier recensement exhaustif entrant dans le cadre du nouveau dispositif a été réalisé en 2004,.
En 2014, la commune comptait 419 habitants, en évolution de −5,63 % par rapport à 2009 (Charente : +0,65 %, France hors Mayotte : +2,49 %).
| 1793 | 1800 | 1806 | 1821 | 1831 | 1841 | 1846 | 1851 | 1856 |
| ---- | ---- | ---- | ---- | ---- | ---- | ---- | ---- | ---- |
| 709  | 800  | 787  | 905  | 874  | 852  | 857  | 861  | 905  |

| 1861 | 1866 | 1872 | 1876 | 1881 | 1886 | 1891 | 1896 | 1901 |
| ---- | ---- | ---- | ---- | ---- | ---- | ---- | ---- | ---- |
| 931  | 937  | 898  | 877  | 771  | 649  | 620  | 625  | 710  |

| 1906 | 1911 | 1921 | 1926 | 1931 | 1936 | 1946 | 1954 | 1962 |
| ---- | ---- | ---- | ---- | ---- | ---- | ---- | ---- | ---- |
| 724  | 689  | 681  | 666  | 655  | 613  | 574  | 603  | 586  |

| 1968 | 1975 | 1982 | 1990 | 1999 | 2004 | 2009 | 2014 | - |
| ---- | ---- | ---- | ---- | ---- | ---- | ---- | ---- | - |
| 545  | 527  | 461  | 447  | 459  | 455  | 444  | 419  | - |

La commune occupe le 17 265e rang au niveau national, alors qu'elle était au 16 207e en 1999, et le 170e au niveau départemental sur 404 communes.

### Pyramide des âges
La population de la commune est relativement âgée. Le taux de personnes d'un âge supérieur à 60 ans (23 %) est en effet supérieur au taux national (21,6 %) tout en étant toutefois inférieur au taux départemental (26,6 %).
Contrairement aux répartitions nationale et départementale, la population masculine de la commune est supérieure à la population féminine (50,7 % contre 48,4 % au niveau national et 48,5 % au niveau départemental).
La répartition de la population de la commune par tranches d'âge est, en 2007, la suivante :
- 50,7 % d’hommes (0 à 14 ans = 19,1 %, 15 à 29 ans = 15,1 %, 30 à 44 ans = 20 %, 45 à 59 ans = 23,6 %, plus de 60 ans = 22,2 %) ;
- 49,3 % de femmes (0 à 14 ans = 19,2 %, 15 à 29 ans = 14,2 %, 30 à 44 ans = 24,2 %, 45 à 59 ans = 18,7 %, plus de 60 ans = 23,7 %).

| Hommes | Classe d’âge | Femmes |
| ------ | ------------ | ------ |
| 0,0    | 90 ans ou +  | 0,9    |
| 8,4    | 75 à 89 ans  | 6,8    |
| 13,8   | 60 à 74 ans  | 16,0   |
| 23,6   | 45 à 59 ans  | 18,7   |
| 20,0   | 30 à 44 ans  | 24,2   |
| 15,1   | 15 à 29 ans  | 14,2   |
| 19,1   | 0 à 14 ans   | 19,2   |

| Hommes | Classe d’âge | Femmes |
| ------ | ------------ | ------ |
| 0,5    | 90 ans ou +  | 1,6    |
| 8,2    | 75 à 89 ans  | 11,8   |
| 15,2   | 60 à 74 ans  | 15,8   |
| 22,3   | 45 à 59 ans  | 21,5   |
| 20,0   | 30 à 44 ans  | 19,2   |
| 16,7   | 15 à 29 ans  | 14,7   |
| 17,1   | 0 à 14 ans   | 15,4   |

## Économie

### Agriculture
La viticulture est la principale ressource économique de Touzac, qui est située dans la zone d'appellation d'origine contrôlée cognac, en Grande Champagne, premier cru classé du cognac.
Certains producteurs vendent cognac, pineau des Charentes et vin de pays à la propriété.

## Équipements, services et vie locale

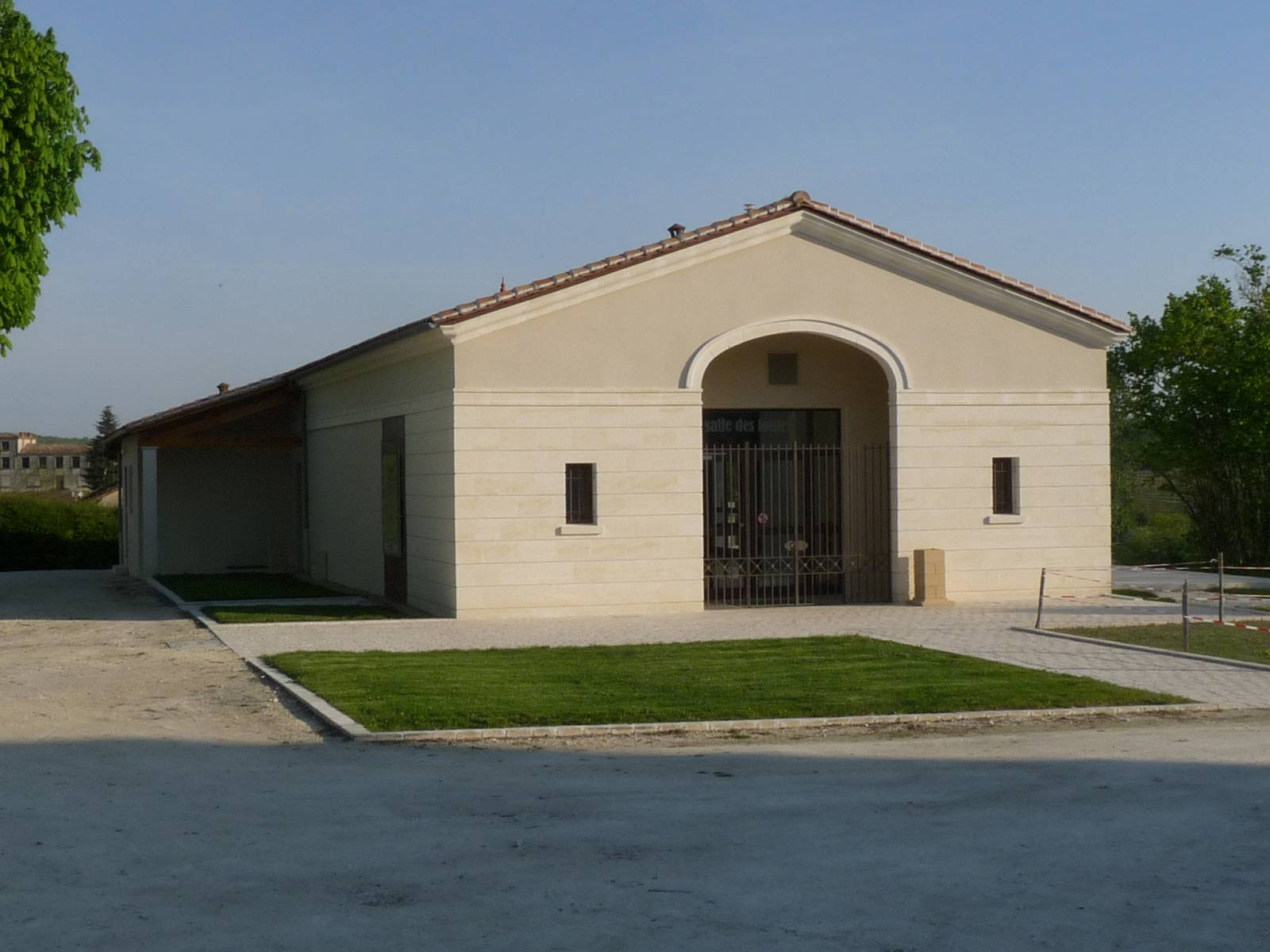
La salle des fêtes

### Enseignement
Touzac possède une école élémentaire publique comprenant deux classes. 
Le secteur du collège est Barbezieux.

## Lieux et monuments

### Patrimoine religieux
L'église paroissiale Saint-Pierre-et-Saint-Laurent construite au XIIe siècle et détruite en 1568 a été reconstruite de 1622 à 1656 puis restaurée en 1843, 1844 et 1878. Le clocher a été remonté en 1883.
Elle est à un vaisseau avec voûte en berceau et coupole sur pendentifs.
Sa façade est classée monument historique en 1964.

Église de Touzac
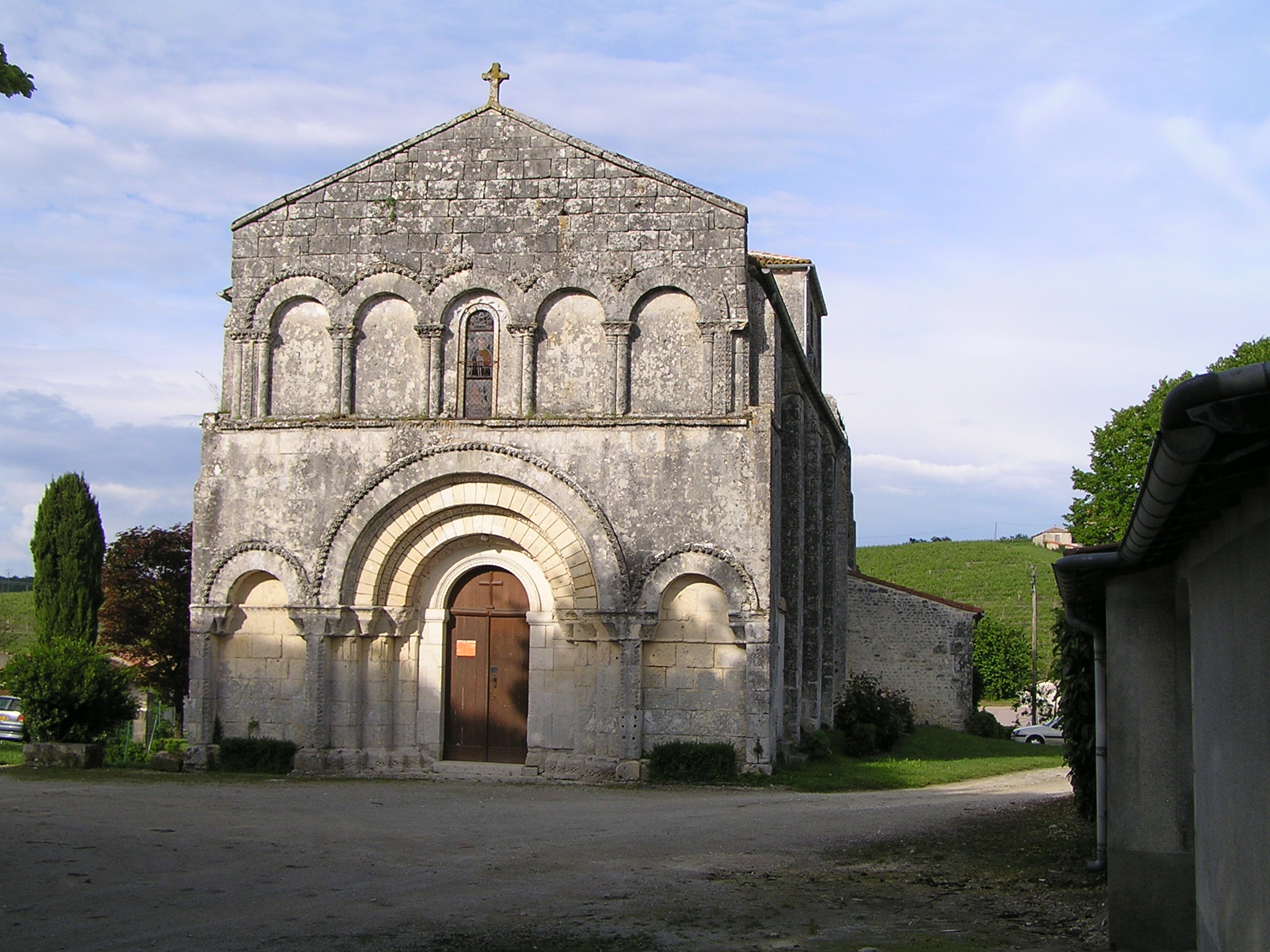
La façade
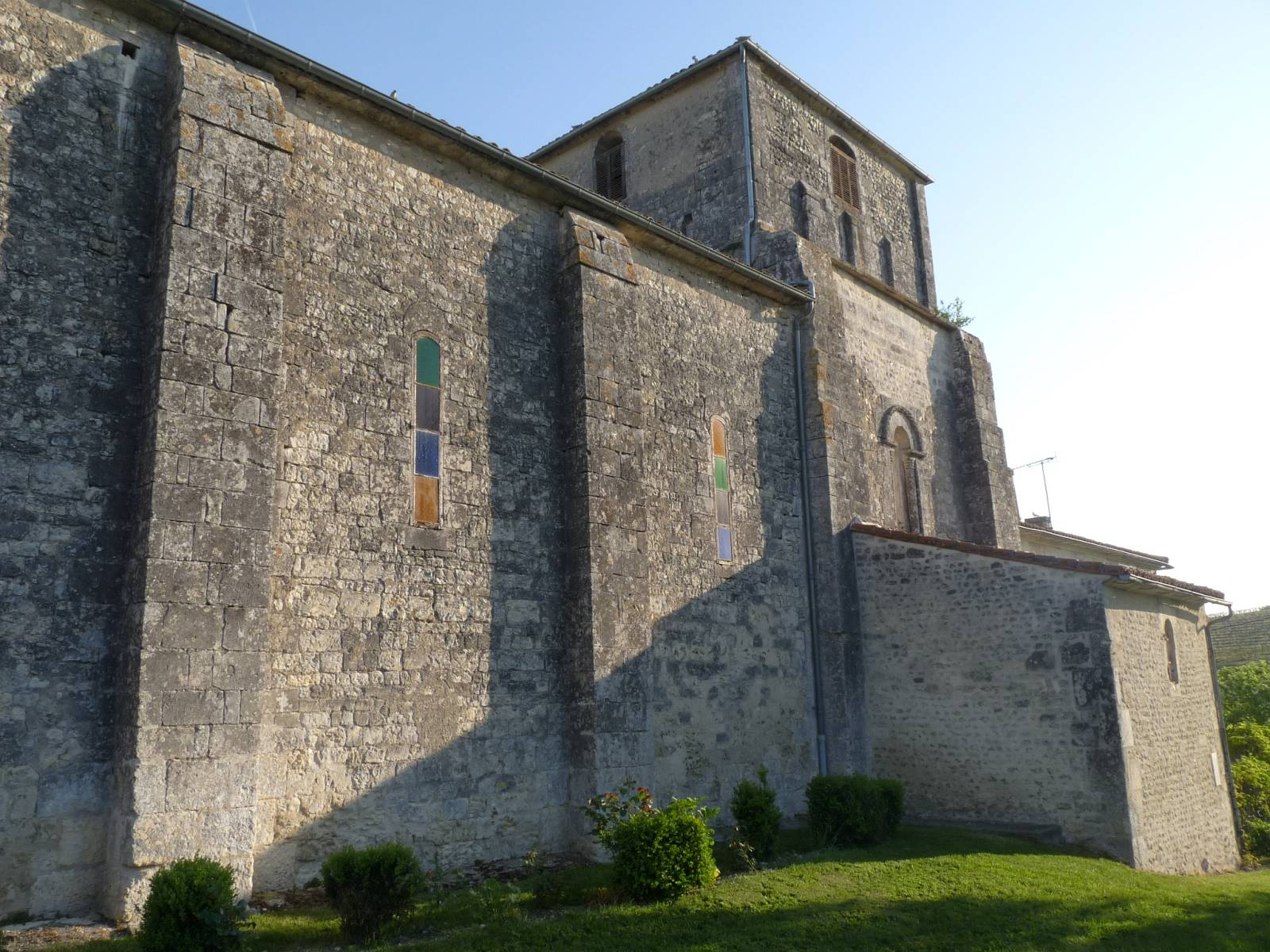
Vue latérale

### Patrimoine civil

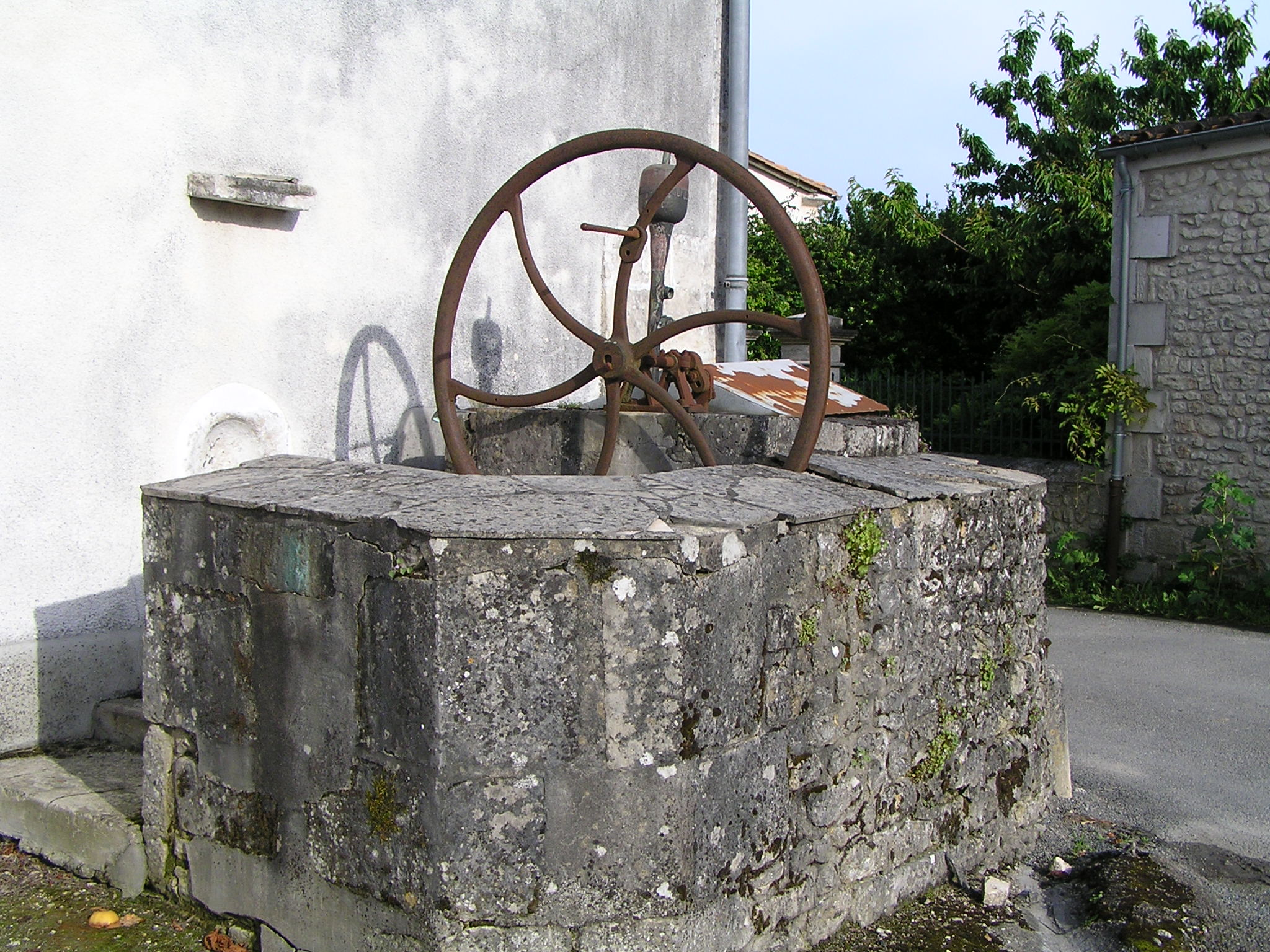
Puits au bourg

Du Puy de Neuville il ne reste que la poterne d'entrée avec la trace des rainures du pont-levis. Le logis charentais du XIXe siècle garde des traces des fenêtres à meneaux du XVIe siècle.
Les Jacauds ou Bois-Jacaud était une métairie au XVIIe siècle dont le logis a été détruit au milieu du XIXe siècle pour reconstruire le logis actuel.
La Voûte aurait été construit au XIXe siècle sur une ancienne maison forte dont il reste une salle basse voûtée munie de meurtrières et de départs de souterrains.
Le logis de la Peigerie, mentionné en 1566 porte au-dessus du passage la date de 1703, et de gros remaniements ont eu lieu en 1734 puis au XIXe siècle. Il possédait un moulin à vent et un pigeonnier.
Le moulin de Puy Mulet existait en 1834 et un autre moulin apparaît sur le cadastre de 1834.
Les jardins du Chaigne ont été créés à la fin des années 1990 au sein d'un ancien domaine viticole. Ils sont labellisés jardin remarquable par le ministère de la Culture depuis 2009,.

## Personnalités liées à la commune
- Jacques Bobe, homme politique né le 1er janvier 1936 à Touzac. Il a exercé la profession de viticulteur producteur de cognac.